# Beausoleil
Beausoleil (okcitansko/provansalsko/ligursko? Bèusoleu) je naselje in občina v jugovzhodnem francoskem departmaju Alpes-Maritimes regije Provansa-Alpe-Azurna obala. Leta 2008 je naselje imelo 14.078 prebivalcev.

## Geografija
Kraj leži v pokrajini Provansi na meji s kneževino Monako, 20 km severovzhodno od središča departmaja Nice. Le Mont des Mules je naravno apnenčasto ozemlje v velikosti 10 ha, ki se pne nad kneževino Monako. Njegovo ime verjetno izhaja od pogoste uporabe mul, ki so jih vodili tihotapci med bližnjim la Turbiejem in Monakom. Do vrha je urejena sprehajalna pot. Na njem raste kolonija drevesastih mlečkov.

## Administracija
Beausoleil je sedež istoimenskega kantona, vključenega v okrožje Nica.

## Zgodovina
Občina Beausoleil je bila ustanovljena leta 1904 z odcepitvijo dela ozemlja občine La Turbie, prvotno imenovana Monte-Carlo Supérieur, vendar se je morala zaradi nasprotovanja Monaka preimenovati v sedanje "turistično" ime. 
Le Riviera Palace je nekdanji hotel, danes stanovanjska zgradba, ki je bil zgrajen v letih 1898 do 1902 in je od leta 1989 zgodovinski spomenik. 

## Pobratena mesta
- Alba (Piemont, Italija)